# Megophrys caudoprocta
Espèce
Synonymes
- Xenophrys caudoprocta (Shen, 1994)

Statut de conservation UICN

 EN  : En danger
Megophrys caudoprocta est une espèce d'amphibiens de la famille des Megophryidae.

## Répartition
Cette espèce est endémique du Nord de la province du Hunan en République populaire de Chine. Elle se rencontre à environ 1 600 m d'altitude dans le xian de Sangzhi,.

## Publication originale
- Shen, 1994 : A new pelobatid toad of the genus Megophrys from China (Anura: Pelobatidae), Collection of Articles for the 60th Anniversary of the Foundation of the Zoological Society of China. Zoological Society of China, Nanking, p. 603-606.